# Christopher Pratt

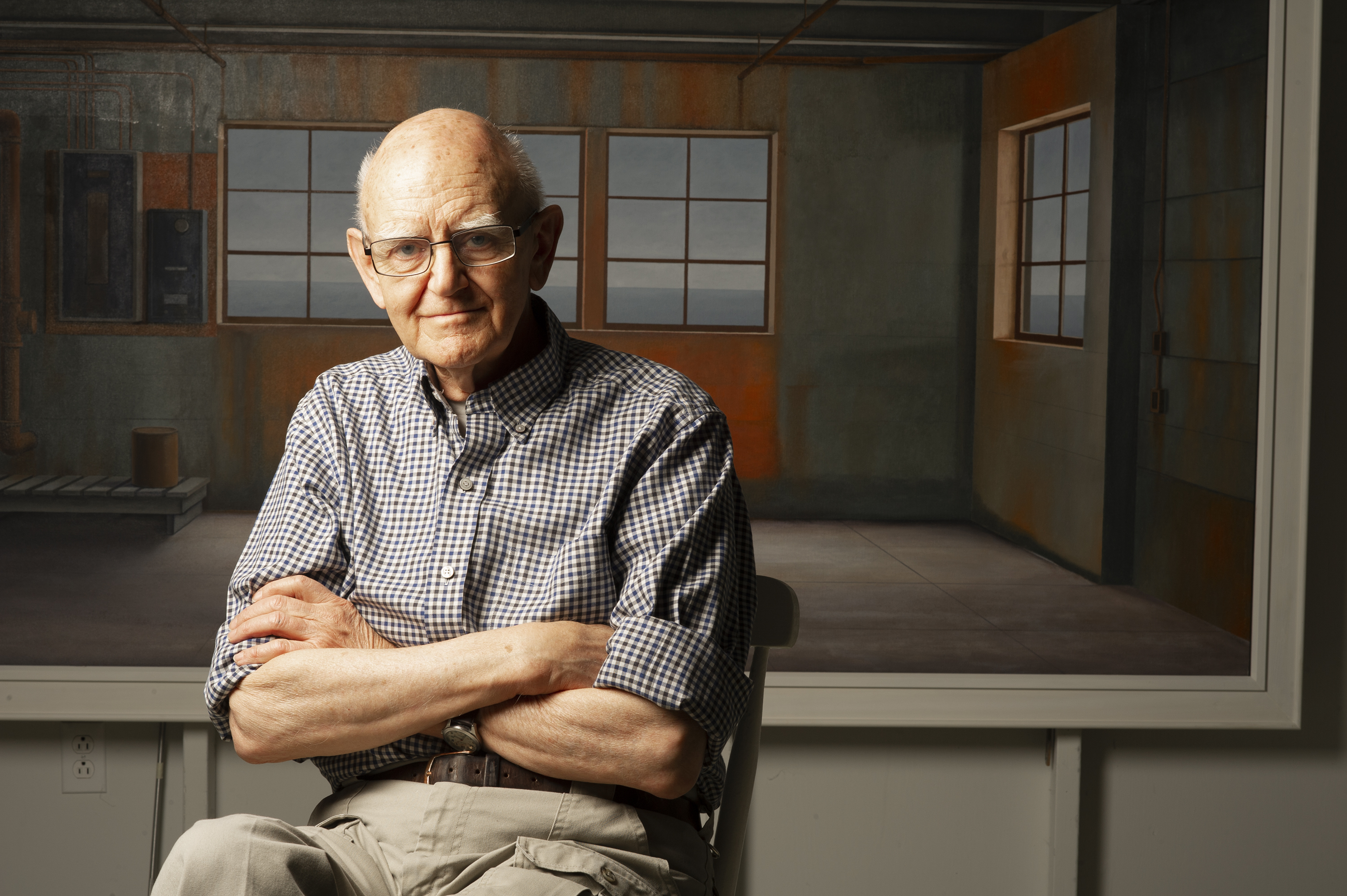
Christopher Pratt

Christopher Pratt (St. John's, 9 december 1935 – Mount Carmel, 5 juni 2022) was een Canadees kunstschilder.

## Levensloop
In 1953 verliet Pratt zijn geboorteprovincie Newfoundland voor een studie in New Brunswick. Daar ontmoette hij zijn toekomstige vrouw, de kunstenares Mary West. Ze trouwden in 1957 en Pratt werd curator van de Memorial University Art Gallery in zijn geboorteplaats St. John's. Dit zou hij 2,5 jaar blijven.

Door Pratt ontworpen vlag van Newfoundland en Labrador

Zijn schilderkunst ging meestal over Newfoundlandse landschappen en ervaringen in zijn typische magisch realistische stijl.
Pratt werd tijdens zijn carrière dikwijls een van de grootste Canadese kunstenaars genoemd. In 1973 werd hij officier in de Orde van Canada; in 1983 werd hij bevorderd tot Companion. In 2018 werd hij lid van de Orde van Newfoundland en Labrador.
In 1980 ontwierp hij de vlag van Newfoundland en Labrador.
Pratt woonde van 1963 tot aan zijn dood in 2022 aan de oevers van de rivier de Salmonier in het dorp Mount Carmel in het zuidoosten van Newfoundland.

## Werken
Zijn belangrijkste werken zijn:
- Good Friday (1973)
- March Night (1976)
- March Crossing (1977)
- Benoit's Cove: Sheds in Winter (1998)

Zijn werken zijn te bezichtigen in musea verspreid over heel Canada, waaronder in de National Gallery of Canada. Een grote collectie van Pratts kunst bevindt zich in The Rooms, de provinciale kunstgalerie van Newfoundland en Labrador.